# Giovanni Battista Cima
Giovanni Battista da Conegliano Cima, kaldet Cima, efter egen betegnelse Joannes Baptista Coneglianensis eller J. Baptista (født ca. 1459, død 1517 eller 1518) var en italiensk maler af den venetianske skole.
Cimas fødeby var Conegliano, hvis bjergtoppe han ynder at fremstille på sine billeder; han virkede ifølge daterede billeder 1489-1508, malede først i tempera og fik sit kunstneriske præg i Venedig, hvor han uddannede sig særlig under indflydelse fra Giovanni Bellini, og hvor han tilegnede sig fortræffelig, varm kolorit; han boede afvekslende i Udine, Conegliano og Venedig.
Sønnen Carlo var også maler.